# Grodzanowiec (przystanek kolejowy)
Grodzanowiec – nieistniejący przystanek osobowy w Grodzanowicach, w województwie dolnośląskim, w Polsce.